# Wings (Birdy)
Wings is een nummer van de Britse zangeres Birdy uit 2013. Het is de eerste single van haar tweede studioalbum Fire Within.
"Wings" werd een hit in diverse West-Europese landen. Het nummer, waaraan OneRepublic-frontman Ryan Tedder heeft meegeschreven, bereikte de 8e positie in Birdy's thuisland het Verenigd Koninkrijk. In de Nederlandse Top 40 was het nummer met een bescheiden 25e positie iets minder succesvol, maar in de Vlaamse Ultratop 50 kende het met een 5e positie wel veel succes.